# Елізабет Амукуго
Елізабет Магано Амукуго (нар. 1 серпня 1954, Віндгук, Кхомаський регіон) — намібійський політик і академік Університету Намібії..

## Раннє життя
Амукуго народилась в столиці Намібії місті Віндгук. Здобувала початкову освіту в початковій школі Онайена з 1963 по 1970 роки і отримала середню освіту в тодішній середній школі Онгведіва, з якої її вигнали з політичних причин. Вона стала членом СВАПО (Організація народів Південно-Західної Африки) в 1974 році і відправилася у вигнання в Анголу в тому ж році.
Вона продовжувала працювати в Замбії, а потім виїхала, щоб закінчити освіту в Академії Ага Хана в Найробі, Кенія. Після цього вона виїхала до Швеції через Танзанію після шлюбу з політичним послом Кайре Мбуенде.

## Академічна та політична кар'єра
Амукуго навчалася в Університеті Лунду у Швеції, здобувши ступінь магістра наук з соціології та освіти, магістр соціальних наук університету Лунда, а також ступінь філософії в галузі освіти. У Швеції вона активно працювала з такими організаціями, як Африканські групи, ISAK, ABF і іншими політичними партіями. Амукуго була членом парламенту Намібії з 2000 по 2005 рік і працювала в Постійному комітеті з питань уряду, Постійному комітеті з доповідей Омбудсмена, а також у Постійному комітеті з питань людських ресурсів, рівності та гендеру. Амукуго також є старшим представником Парламентської асоціації філї намібійської Співдружності, член Національного виконавчого комітету та Національної ради Конгресу демократів (CoD).
Амукуго була науковим співробітником Лундського університету у Швеції з 1987 по 1990 рік, викладачем колишньої Академії вищої освіти, тепер Університет науки і техніки Намібії в 1990 та 1991 роках. Потім вона була керівником багатостороннього співробітництва в Національній комісії планування у Намібії з 1991 по 1996 рік. Академік за професією, Амукуго була старшим викладачем філософії освіти з 1996 по 2000 рік в Університеті Намібії, а також Сенатом і керівником департаменту освітніх фондів та менеджменту при Університеті Намібії з 1997 по 2000 рік.
В даний час вона є професором освітніх фондів та менеджменту Університету Намібії, вона є автором Демократії та Освіти в Намібії та за її межами у 2017 році та Освіти та Політики в Намібії. Минулі тенденції та перспективи.